# Daniel Jones (giocatore di football americano)
Daniel Jones (Charlotte, 27 maggio 1997) è un giocatore di football americano statunitense che milita nel ruolo di quarterback per gli Indianapolis Colts della National Football League (NFL).

## Carriera universitaria
Jones al college giocò a football a Duke dal 2015 al 2018, divenendo titolare a partire dal 2016. Nel 2019 fu premiato come miglior giocatore del Senior Bowl.

## Carriera professionistica

### New York Giants

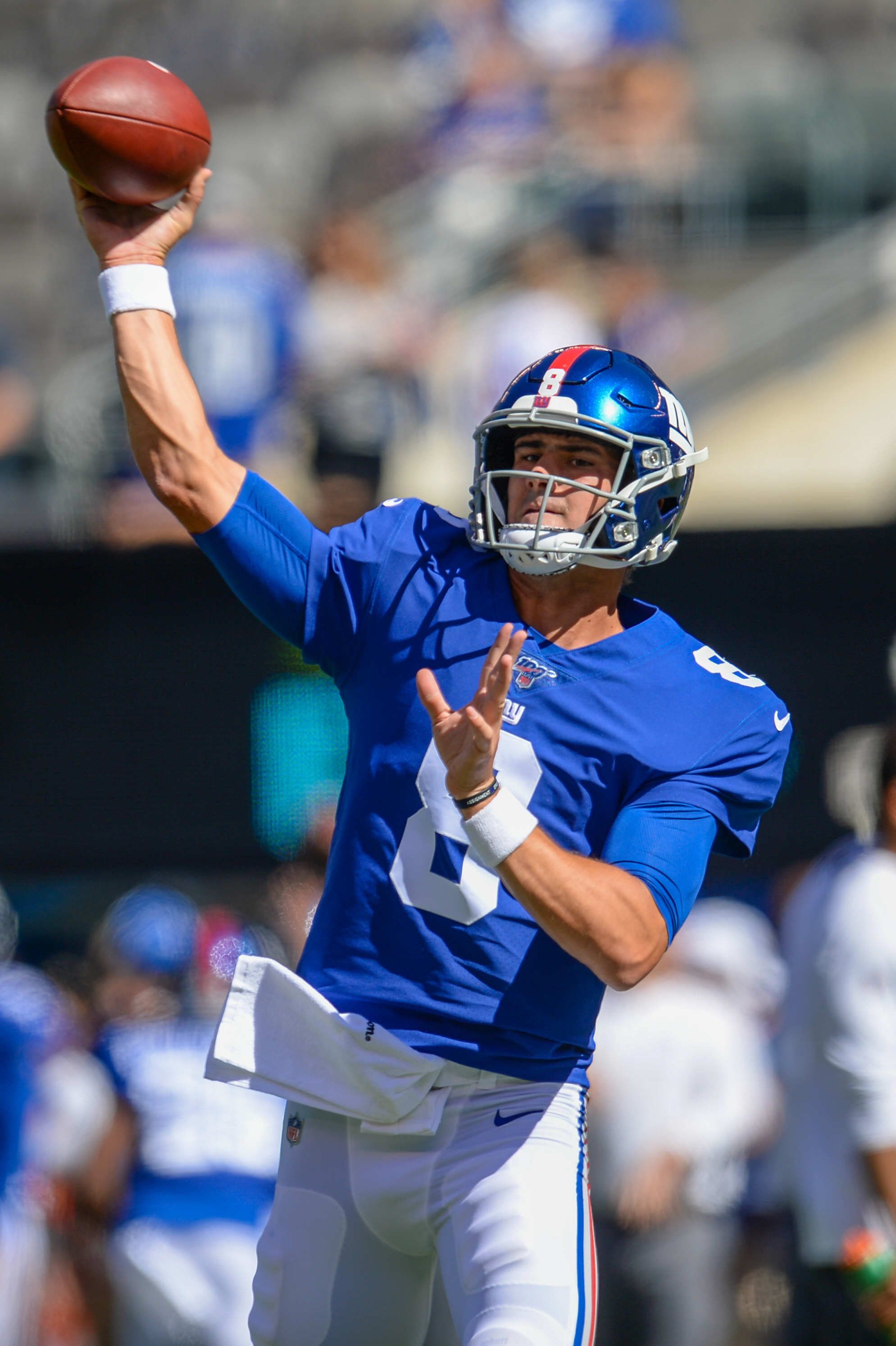
Daniel Jones nel 2019

#### Stagione 2019
Jones fu scelto nel corso del primo giro (6º assoluto) del Draft NFL 2019 dai New York Giants. Debuttò nel finale della gara del primo turno subentrando al veterano Eli Manning e completando 3 passaggi su 4 per 17 yard. Dopo due sconfitte nelle prime due gare della stagione, Jones fu nominato quarterback titolare al posto di Manning. Nella prima da partente portò i Giants a rimontare uno svantaggio di 18 punti contro i Tampa Bay Buccaneers con 336 yard passate, 2 touchdown passati e altri 2 segnati su corsa, venendo premiato come giocatore offensivo della NFC della settimana. Seguirono settimane complicate in cui Jones lanciò più intercetti (7) che touchdown (4) finché nell'ottavo turno si risollevò passando 322 yard e 4 TD ma i Giants uscirono sconfitti contro i Detroit Lions. Nella sconfitta del 13º turno contro i Green Bay Packers, Jones superò il record di franchigia di Charlie Conerly per il maggior numero di yard passate per un rookie dei Giants. Nel penultimo turno Jones pareggiò il record NFL per un debuttante passando 5 touchdown e venendo premiato come quarterback della settimana e come rookie della settimana. La sua annata si chiuse con 3.027 yard passate, 24 touchdown, 12 intercetti subiti, 2 touchdown su corsa e guidando la lega con 18 fumble, di cui 11 persi.

#### Stagione 2020

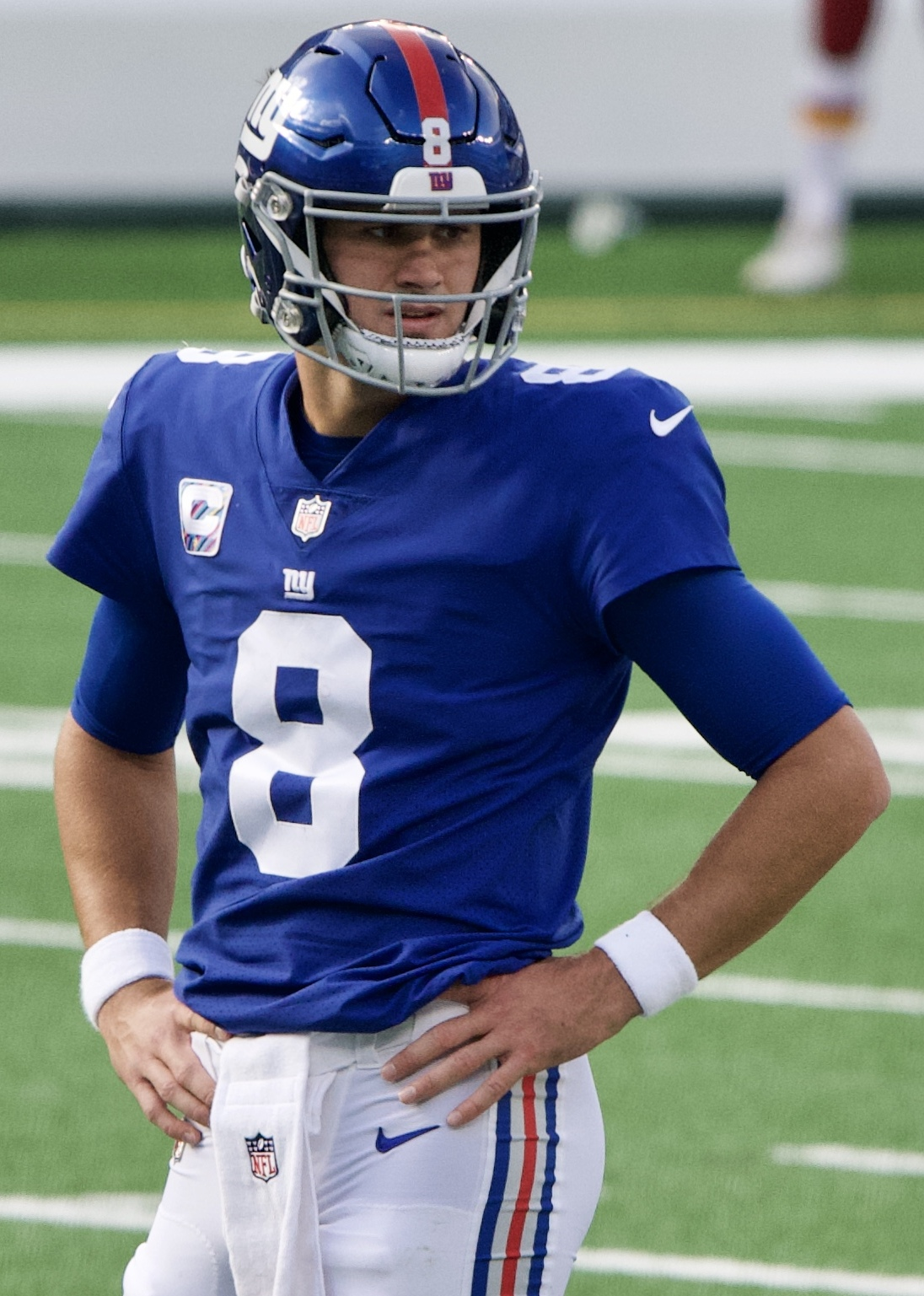
Jones contro Washington nel 2020

I Giants aprirono la stagione 2020 perdendo tutte le prime cinque gare. La prima vittoria giunse nel sesto turno contro il Washington Football Team in cui Jones passò 112 yard, un touchdown e un intercetto. Nella settimana 7 contro i Philadelphia Eagles, nel terzo quarto, corse per 80 yard in una singola giocata, prima di perdere l'equilibrio nei pressi della end zone. Malgrado la caduta fu la più lunga corsa della storia per un quarterback dei Giants. In una debole NFC East la squadra, malgrado un record negativo, era ancora in corsa per un posto nei playoff all'ultimo turno ma la vittoria di Washington contro Philadelphia la escluse dalla post-season. La sua stagione si chiuse con numeri in calo rispetto alla stagione precedente malgrado l'avere disputato più partite, terminando con 2.943 yard, 11 touchdown e 10 intercetti.

#### Stagione 2021
Nella settimana 4 della stagione 2021 Jones fu premiato come giocatore offensivo della NFC della settimana dopo avere passato un nuovo record in carriera di 402 yard, con 2 touchdown, nella vittoria ai tempi supplementari sui New Orleans Saints, la prima della stagione dei Giants.
Nella settimana 12 contro i Philadelphia Eagles, Jones subì un infortunio al collo che gli fece perdere tutto il resto della stagione. Il 20 dicembre fu inserito in lista infortunati. La sua annata si chiuse con 2.428 yard passate, 10 passaggi da touchdown e 7 intercetti, oltre a 298 yard corse e altri 2 touchdown.

#### Stagione 2022
Nel quarto turno della stagione 2022 Jones segnò due touchdown su corsa prima di uscire per un infortunio, contribuendo alla vittoria sui Chicago Bears e a fare partire i Giants con un record di 3-1. Nel turno successivo, disputato a Londra contro i Green Bay Packers, portò la sua squadra alla miglior partenza dal 2009 completando 21 passaggi su 27 per 217 yard malgrado una caviglia malconcia nel 27-22 finale. Nel settimo turno fu premiato come giocatore offensivo della NFC della settimana grazie a 202 yard passate, un touchdown e 107 yard corse nella vittoria sui Jacksonville Jaguars. Nel penultimo turno, nella vittoria sugli Indianapolis Colts che portò i Giants a qualificarsi per la prima volta ai playoff dal 2016, passò 177 yard, 2 touchdown, corse 91 yard e segnò altre 2 marcature su corsa. La sua stagione regolare si chiuse con 3.205 yard passate, 15 passaggi da touchdown e un nuovo primato personale di 7 touchdown su corsa. La sua percentuale di passaggi intercettati dell'1,1 fu la migliore della NFL.
Nella prima gara di playoff in carriera, Jones passò 301 yard e 2 touchdown, oltre a guidare la squadra con 78 yard corse, nella vittoria in casa dei Minnesota Vikings per 31-24. I Giants furono eliminati dagli Eagles la settimana successiva con un netto 38-7 in una gara in cui il quarterback passò 135 yard e subì un intercetto.

#### Stagione 2023
Il 7 marzo 2023 Jones firmó con i Giants un rinnovo quadriennale del valore complessivo di 160 milioni di dollari. Dopo un'umiliante sconfitta per 44-0 contro i Cowboys nel primo turno, la squadra si trovò in svantaggio per 20-0 alla fine del primo tempo la settimana successiva contro gli Arizona Cardinals. Nel secondo tuttavia la squadra cambiò marcia andando a rimontare e a vincere per 31-28. Jones chiuse con 321 yard passate, 2 touchdown oltre a un terzo su corsa e a un intercetto.
Dopo avere subito 11 sack contro i Seattle Seahawks nella settimana 4, al sesto subito nel turno successivo contro i Miami Dolphins Jones fu costretto ad abbandonare la partita per un infortunio al collo e a saltare le tre gare successive. Tornò in campo nel nono turno contro i Las Vegas Raiders ma in quella partita si ruppe il legamento crociato anteriore, chiudendo la sua stagione.

#### Stagione 2024
Jones tornò in campo nel primo turno della stagione 2024 faticando sotto pressione e subendo due intercetti (di cui uno ritornato in touchdown) in una netta sconfitta contro i Vikings per 28-6. Dopo un'altra sconfitta contro Washington, i Giants vinsero la loro prima gara nel terzo turno contro i Cleveland Browns, con Jones che passò 236 yard e 2 touchdown, senza perdere palloni.
Nel nono turno contro i Commanders, Jones passó il primo touchdown in casa dopo 672 giorni, con i Giants che uscirono sconfitti per 27-22. Nella successiva gara del decimo turno contro i Carolina Panthers, giocata a Monaco di Baviera, arrivò la quinta sconfitta di fila, 17-20 ai tempi supplementari, con Jones che subì due sack, lanciò due intercetti e segnó un touchdown su corsa.
Dopo la settimana di pausa dell'undicesimo turno, con la squadra sul record di due vittorie e otto sconfitte, il capo-allenatore Daboll annunciò che il terzo quarterback Tommy DeVito sarebbe stato il titolare, mentre Jones fu retrocesso a seconda riserva dietro Drew Lock. Vari commentatori suggerirono che tale decisione era dovuta non solo alle prestazioni sportive del giocatore, che in stagione aveva in quel momento il quarto peggior passer rating della lega, ma anche a motivazioni contrattuali: in caso di infortunio infatti i Giants avrebbero dovuto riconoscere a Jones una larga parte del compenso rimanente del suo contratto quadriennale. Il 22 novembre Jones si accordò con i Giants per essere svincolato.

### Minnesota Vikings
Il 29 novembre 2024 Jones firmó con la squadra di allenamento dei Minnesota Vikings. Jones fu ingaggiato come possibile soluzione alternativa al titolare Sam Darnold in vista dei play-off. Chiuse l'annata senza mai scendere in campo.

### Indianapolis Colts
L'11 marzo 2025 Jones firmò un contratto di un anno del valore di 14 milioni di dollari con gli Indianapolis Colts. Il 19 agosto fu annunciato che sarebbe partito come titolare all'inizio della stagione regolare, battendo la concorrenza di Anthony Richardson.

## Palmarès
- Giocatore offensivo della NFC della settimana: 3

3ª del 2019, 4ª del 2021, 7ª del 2022
- Quarterback della settimana: 1

16ª del 2019
- Rookie della settimana: 1

16ª del 2019

## Statistiche

### Stagione regolare
| 2019   | NYG    | 13 | 12 | 284   | 459   | 61,9 | 3 027  | 6,6 | 75 | 24 | 12 | 87,7 | 45  | 279   | 6,2 | 26 | 2  | 38  | 295   | 18 | 11 | 3-9-0   |
| 2020   | NYG    | 14 | 14 | 280   | 448   | 62,5 | 2 943  | 6,6 | 53 | 11 | 10 | 80,4 | 65  | 423   | 6,5 | 80 | 1  | 45  | 286   | 11 | 6  | 5-9-0   |
| 2021   | NYG    | 11 | 11 | 232   | 361   | 64,3 | 2 428  | 6,7 | 54 | 10 | 7  | 84,8 | 62  | 298   | 4,8 | 46 | 2  | 22  | 160   | 7  | 3  | 4-7-0   |
| 2022   | NYG    | 16 | 16 | 317   | 472   | 67,2 | 3 205  | 6,8 | 65 | 15 | 5  | 92,5 | 120 | 708   | 5,9 | 25 | 7  | 44  | 243   | 6  | 3  | 9-6-1   |
| 2023   | NYG    | 6  | 6  | 108   | 160   | 67,5 | 909    | 5,7 | 58 | 2  | 6  | 70,5 | 40  | 206   | 5,2 | 17 | 1  | 30  | 167   | 4  | 1  | 1-5-0   |
| 2024   | NYG    | 10 | 10 | 216   | 341   | 63,3 | 2 070  | 6,1 | 43 | 8  | 7  | 79,4 | 67  | 265   | 6,7 | 24 | 2  | 29  | 172   | 4  | 1  | 2-8-0   |
| Totale | Totale | 70 | 69 | 1 437 | 2 241 | 64,1 | 14 582 | 6,5 | 75 | 70 | 47 | 84,3 | 399 | 2 179 | 5,5 | 80 | 15 | 208 | 1 323 | 50 | 26 | 24-44-1 |

### Play-off
| 2022   | NYG    | 2 | 2 | 39 | 62 | 62,9 | 436 | 7,0 | 47 | 2 | 1 | 87,8 | 23 | 102 | 4,4 | 15 | 0 | 8 | 38 | 1 | 0 | 1-1 |
| Totale | Totale | 2 | 2 | 39 | 62 | 62,9 | 436 | 7,0 | 47 | 2 | 1 | 87,8 | 23 | 102 | 4,4 | 15 | 0 | 8 | 38 | 1 | 0 | 1-1 |

Fonte: Pro Football Reference 
In grassetto i record personali in carriera —      leader della lega
 Statistiche alla stagione 2024

## Vita privata
Jones, originario di Charlotte nella Carolina del Nord, è cresciuto come tifoso dei Carolina Panthers.
Nel 2018 si è laureato alla Duke University in economia.